# Gioiosa Ionica
Gioiosa Ionica o Gioiosa Jonica ('A Gejusa in calabrese, Geliosa in greco-calabro) è un comune italiano di 6 744 abitanti della città metropolitana di Reggio Calabria in Calabria.

## Geografia fisica
Il territorio di Gioiosa Ionica è situato nel cuore della Locride, a metà strada tra Reggio Calabria e Catanzaro, si estende per 36,07 km ed è attraversato dalla fiumara Torbido, mentre la cittadina è posta su una zona collinare a 120 m sul livello del mare.

## Origini del nome
Sul nome di Gioiosa gli storici non si trovarono mai d'accordo, ma l'etimologia più probabile della parola pare sia quella che deriva dal greco Ghe ("terra") e Eliose ("solatia"). Dunque "Geliosa" (o "Geoliosa") vale a dire "terra solatia" o "città del sole", poiché la conformazione del luogo avrebbe permesso una costante illuminazione solare. Il termine "Ionica" fu aggiunto dopo l'Unità d'Italia, quando re Vittorio Emanuele II, con Regio Decreto del 26 marzo 1863, diede al comune il nome odierno, per distinguerlo dal paese di Gioiosa Marea, in Sicilia. 

## Storia
(Edward Lear, Diario di un viaggio a piedi, 1847)
Dal mar Jonio, giungendo da oriente, vennero i Greci, verso il VI secolo a.C., e fondarono numerose colonie sulle coste della Sicilia e della Calabria, unendosi alle antiche popolazioni locali dei Siculi, dei Bruzi e degli Italioti: era la Magna Grecia, che ad un tratto si trovò più florida e potente della patria d'origine.
Da quel che precede resta da localizzare la sede dell'antico centro urbano e ricercare il nome di battesimo e la sua durata di questo centro molto sviluppato per giungere all'attuale realtà urbanistica col nome di Gioiosa Ionica e capoluogo della Vallata del Torbido, sempre legata nella storia con Marina di Gioiosa Ionica.
Ma verso il 210 a.C. le colonie greche caddero sotto i Romani e divennero a tutti gli effetti province di quel grande impero che dominava il mondo. Sulla costa ionica, tra le città greche di Caulonia e Locri, di cui restano imponenti rovine non ancora del tutto riportate alla luce, sorse Mystia nella valle del torrente Torbido (a quel tempo in parte navigabile).
Restano di quell'epoca imponenti testimonianze tra cui il Teatro, ancora oggi utilizzato per importanti manifestazioni culturali, e il Naniglio, che sorge in una zona anticamente chiamata "li Bagni".
Nel 986 l'antica Mystia fu distrutta dalle orde saracene che si abbatterono sulle coste depredandole e saccheggiandole. I pochissimi superstiti fuggirono verso l'interno e, a circa un miglio dalla vecchia città, su un inaccessibile sperone roccioso (che molto bene si prestava alla difesa) fondarono Mocta Geliosa. Furono costruite torri di avvistamento e difesa che, dal mare, a poco più di un miglio di distanza, una dall'altra, salendo verso Gioiosa, permettevano di segnalare per tempo l'arrivo del nemico.
Il casale di Geliosa venne anch'esso incluso nel feudo di Grotteria. Fu sottoposto perciò alla signoria di nobili e potenti, appartenne ad Alberico Piscicella (un avventuriero assurto ai fasti della Signoria locale per meriti militari) nel XIII secolo (1194-1265) e ai Carafa di Roccella (1501-1558).
Per lunghi secoli sottoposta alla giurisdizione territoriale, politica, amministrativa, giudiziaria, fiscale e perfino religiosa della vicina Grotteria, Motta Giojosa costituì una borgata priva di autonomia.
Al periodo aragonese risale la costruzione, o ricostruzione, del più vistoso monumento che oggi posseggia Gioiosa Ionica, il poderoso Castello Aragonese, uno dei più belli. Situato in un punto alto, sulla rupe rocciosa l'imponente monumento che costeggia il torrente Gallizzi, a notevole altezza, vista panoramica la sua terrazza che domina la cittadina, circondata dai vicoli il suo accesso la 'Porta Falsa'.
L'epoca di costruzione risale al 1200 circa.
Sino alla morte abitato dal Marchese Corrado Pellicano.

### Simboli
Stemma

Gonfalone comunale

Stemma comunale

Lo stemma è stato riconosciuto con decreto del Presidente del Consiglio dei Ministri dell'8 maggio 1953.
(Art. 4 dello Statuto comunale)
Gonfalone
Il gonfalone è stato concesso con D.P.R. del 25 agosto 1953.

## Monumenti e luoghi d'interesse

### Architetture religiose

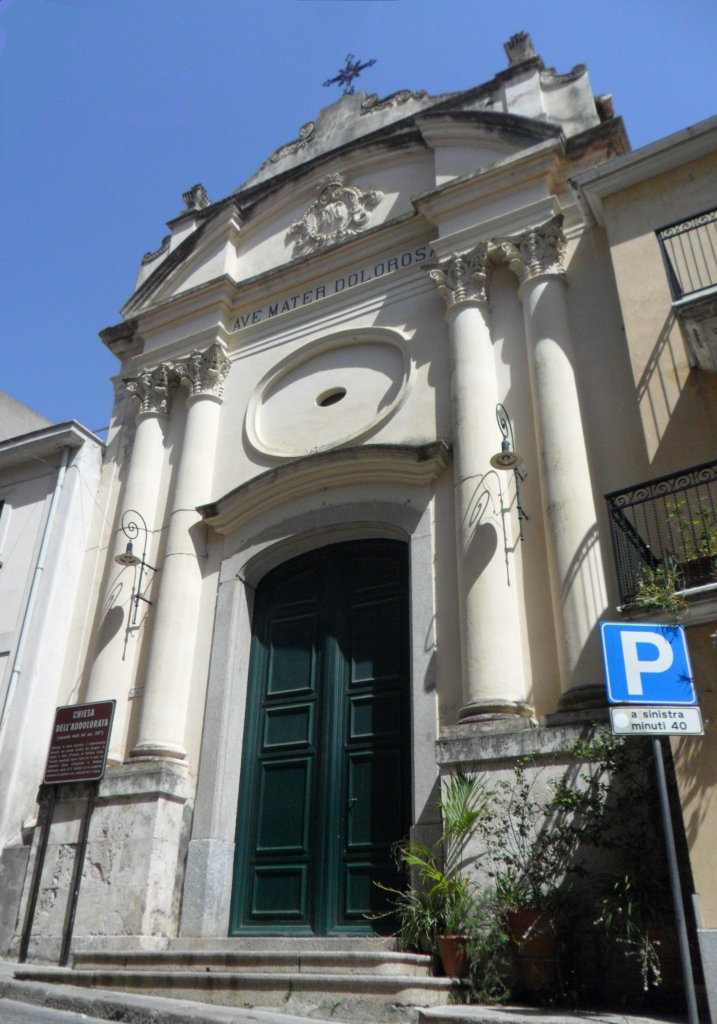
Chiesa dell'Addolorata

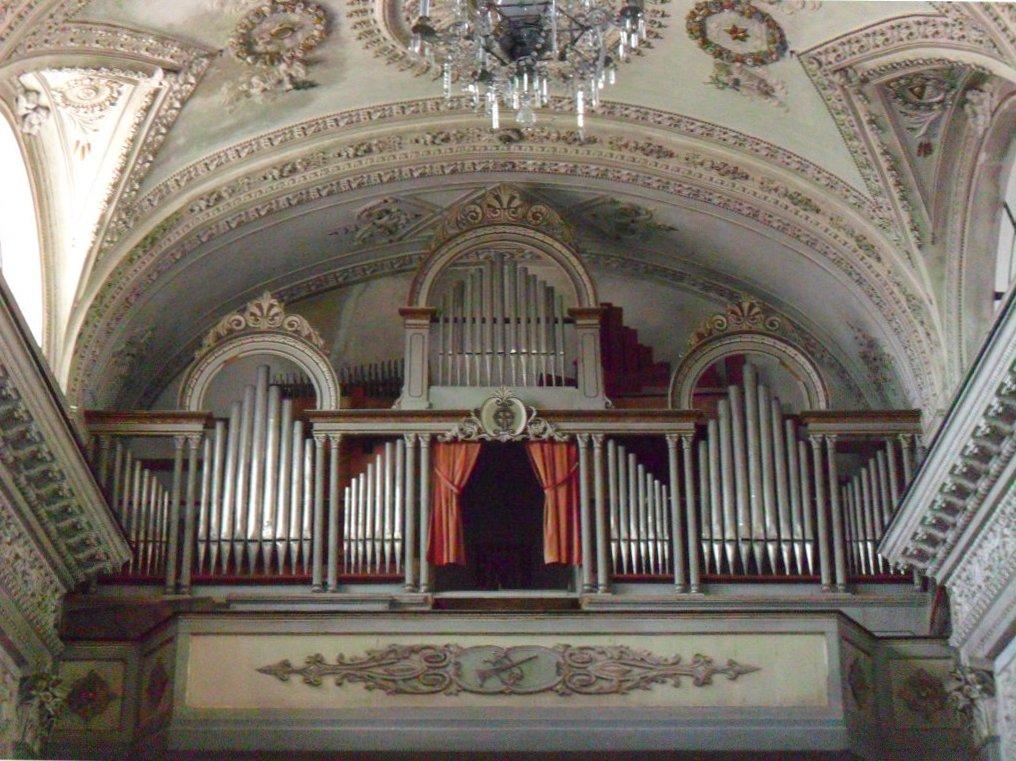
Chiesa dell'Addolorata Organo a canne

Artistico oratorio (uno dei più belli e ricchi della diocesi), di puro stile neoclassico, fondato nel 1881 e aperto al culto il 31 dicembre 1889. Esterno di architettura neoclassica, con sagomature a modanazione curvilinea e spezzata. Interno ad unica navata, con pianta a croce greca. Pronao neoclassico, decorato dall'artista locale Luigi Hyeraci. Abside (autentico gioiello) e navata artisticamente decorate, a stucchi ed oro, dal valente decoratore Francesco Gangemi, da Seminara; transetto sormontato da cupoletta, con affreschi di scarso valore artistico; bell'altare maggiore, in marmi policromi, con tabernacolo e fastigio pure marmorei (altare privilegiato con bolla pontificia del 15 dicembre 1918). Artistica cappella dell'Addolorata (pure opera dell'artiere municipale Luigi Hyeraci), con bellissimo gruppo raffigurante La Pietà, superba opera lignea ottocentesca (a.1862) scolpita a tutto tondo e a tutte figure dell'artista grotterese Giuseppe Cavaleri; ricco ostensorio, in oro e argento, finemente decorato, pregevolissima opera d'arte di toreutica dello scultore polistenese Francesco Jerace (a. 1932); monumentale organo a 22 registri e 1400 canne. Nella canonica, San Michele Arcangelo, pregevole dipinto cinquecentesco, su tela, opera di autore ignoto, proveniente dal distrutto convento basiliano dell'Annunziata (dono del marchese Massimo Pellicano). La chiesa conserva inoltre le statue del Sacro Cuore di Gesù, Sant'Espedito di Melitene, i Santi Medici Cosma e Damiano, San Francesco da Paola e Santa Lucia (quest'ultime sono opere di Rocco Bruno Murizzi).
Chiesa matrice (o di San Giovanni Battista)

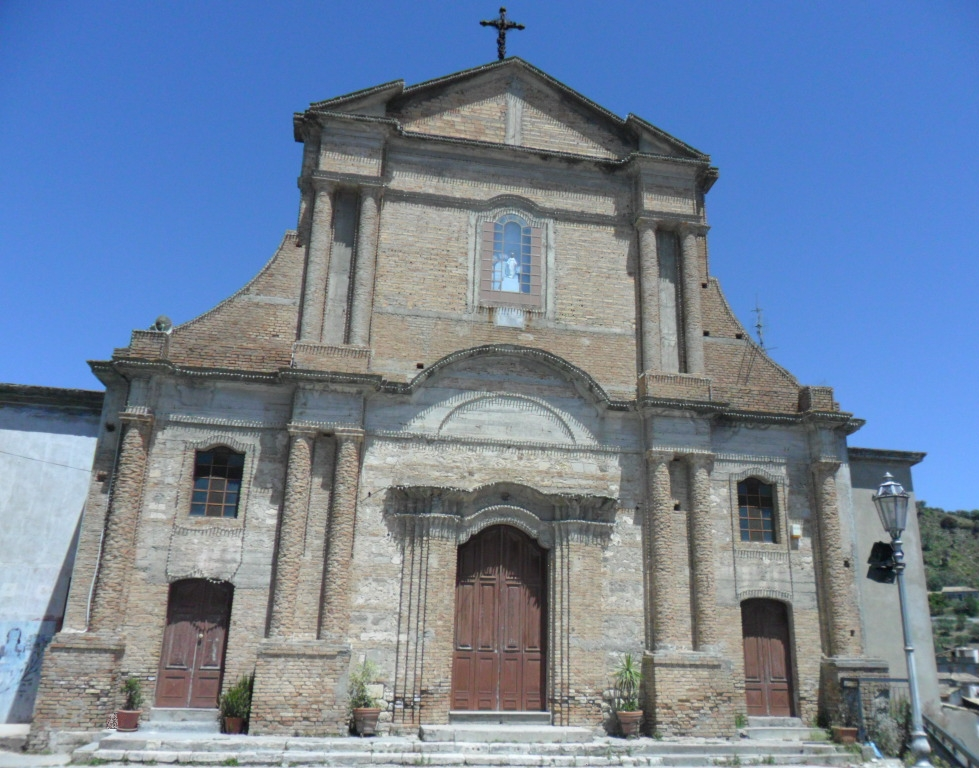
Chiesa Matrice o San Giovanni Battista

La chiesa matrice è il più antico luogo di culto urbano di Gioiosa Ionica, edificato su una rupe non lontana dal castello. Ricostruita malamente negli anni 1930, possedeva importanti opere d'arte, tra le quali tele esposte a Palazzo Amaduri. Possiede ancora oggi pregevoli altari del XVIII secolo, fra i quali quello del Santissimo Sacramento, realizzato nel 1756. Questa chiesa possiede 13 statue raffiguranti: San Giovanni Battista, San Vito, Sant'Antonio da Padova, San Giuseppe, Maria SS. del Carmelo, l'Immacolata Concezione, l'Addolorata, il Cristo Morto, Maria Assunta, San Francesco d'Assisi, Gesù redentore, l'Ecce Homo e Sant'Alfonso.
Per le reiterate sue ricostruzioni, i ripetuti ampliamenti, le varie rielaborazioni, i continui rifacimenti e restauri, non sempre di buon gusto, può considerarsi la più travagliata delle chiese della diocesi. Nel 1810 venne ancora ingrandita, ad opera dell'arc. d. Giuseppe Maria Pellicano (futuro vescovo della diocesi), con l'aggiunta di una quarta nave; e maggiormente ampliata lo fu nel 1858, in cui, a cura dell'arc. Michele Correla Santacroce, venne ancora aggiunta una quinta navata, divenendo così la più vasta chiesa della diocesi, dopo la cattedrale di Gerace. Attualmente la chiesa è in restauro.
Chiesa del Rosario
Edificio nuovo. La sua ricostruzione (nuova chiesa del Rosario), su area poco distante da quella precedente, realizzata tra il 1929 e il 1932 anno che fu aperto al culto il giorno 29 settembre. È dotata di abitazione per il rettore, di centro sociale e di asilo. La Chiesa possiede le statue di San Francesco d'Assisi, San Nicola di Bari, La Madonna del Rosario, Padre Pio e Sant'Antonio da Padova.
Chiesetta della Trinità
Si tratta di un piccolo oratorio ed è chiusa al culto, si trova vicino alla chiesa di S. Nicola e a Palazzo Ajossa.

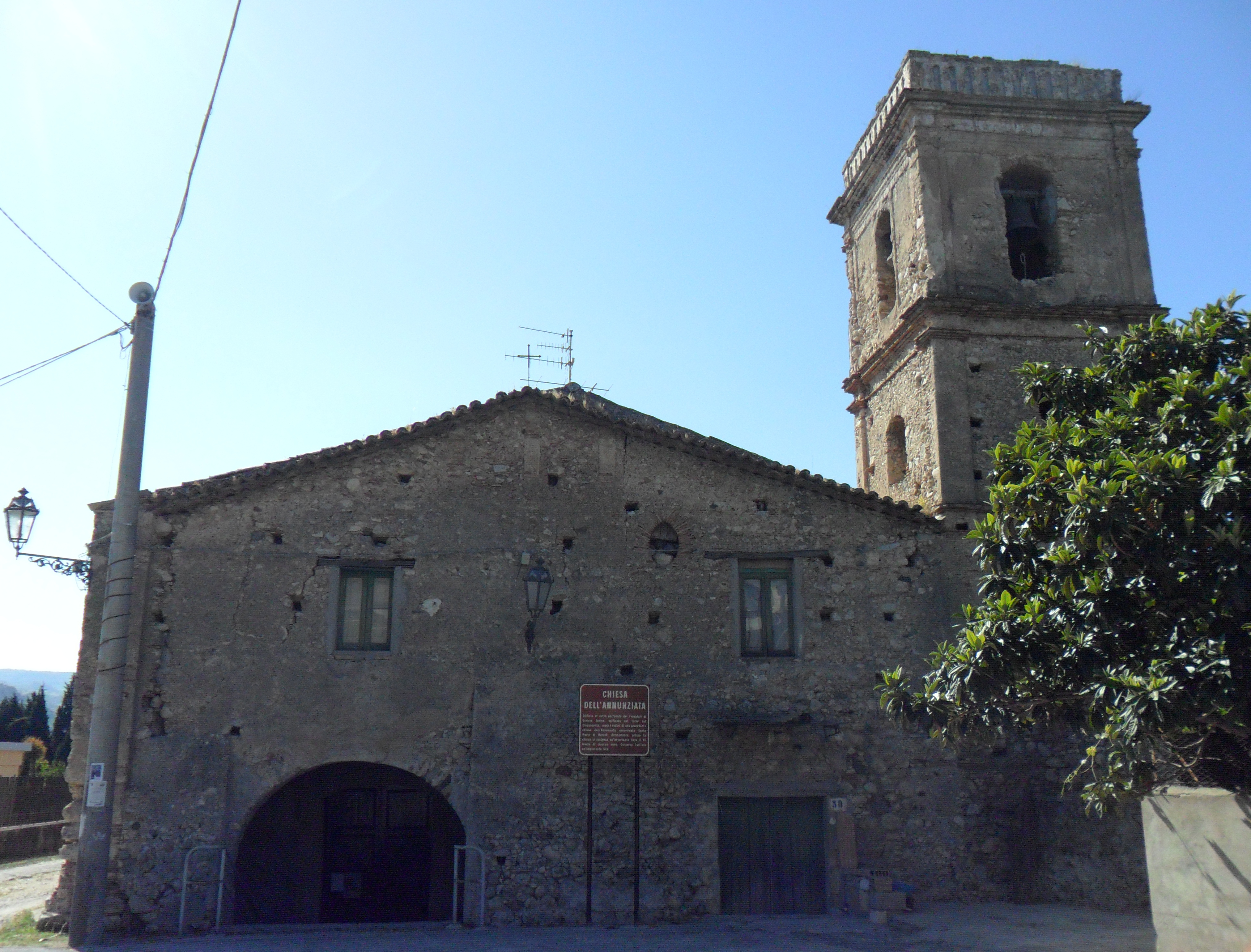
Chiesa dell'Annunziata
Fondato nel 1594 e sorge nell'omonima contrada, di fondazione basiliana tardo-medievale, già romitorio dei basiliani. Non molto lontano dalla chiesa, e nella stessa contrada, in piena zona archeologica, sorgeva un tempo anche un convento basiliano, omonimo, oggi non più esistente. La chiesa fu edificata sopra i ruderi di una precedente chiesa dell'Annunziata denominata Santa Maria di Maratà. La chiesa tutt'oggi conserva un'importante tela.

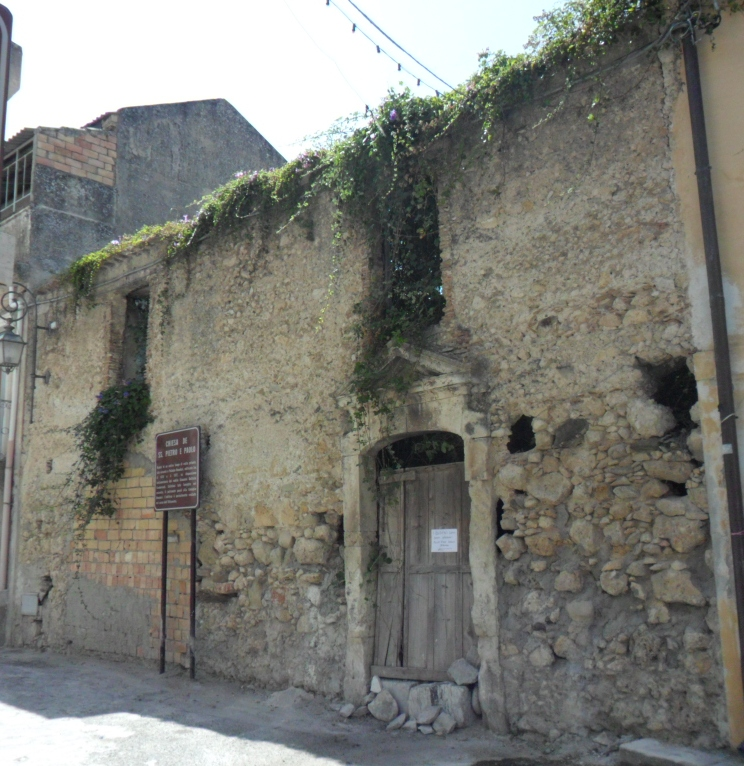
Chiesa dei Santi Pietro e Paolo
Fondata nel 1571, durante il Vescovado di Mons. Pasqua.
Chiesa di fondazione rinascimentale, di notevole importanza. Sorge a fianco al Palazzo Amaduri e fiancheggia la chiesa di San Rocco. Attualmente si presenta in un totale abbandono.
Chiesa di Sant'Antonio
L'omonima Chiesa è in località Prisdarello, a valle del monte Sant'Andrea, tra i culti esistenti è l'ultimo realizzato nel territorio, per dare la possibilità alla frazione di assistere agli appuntamenti religiosi. La struttura è di costruzione modesta.
Chiesa-santuario di Santa Maria delle Grazie
Anch'esso sorge nell'omonima contrada, in zona archeologica. Nel 1973 fu devastata da un fortuito incendio e sulle sue rovine fu eretta la nuova costruzione della chiesa-santuario, completata nel 1975. «Oratorio suburbano, fondato in età bizantina e rifatto in periodo rinascimentale, su sostrato edilizio di età classica, nella zona archeologica della presunta Mystia, sulla sponda sinistra del fiume Torbido; Madonna delle Grazie, scultura litica romanica arcaicizzante figurata a bassorilievo, opera di autore ignoto (prob. artiere provinciale), di tarda età medievale (sec. XV). Alla base della icona, iscrizione arcaica, obliterata da altra iscrizione sovrapposta di età recensione»
Chiesa di San Nicola di Bari
Sotto l'attuale titolo di San Nicola di Bari fu eretto edificio di culto nel 1826.
Sui ruderi della chiesa di Santa Maria delle Grazie, crollato con il cataclisma sismico del 1783.
La chiesa, danneggiata dal terremoto del 7 maggio 1928, fu restaurata fra il 1930 ed il 1934. Pregevole è il suo altare maggiore, marmoreo, a tarsie policrome, ricostruito con pezzi di riporto dell'altare dell'antica chiesa.
Santuario di San Rocco

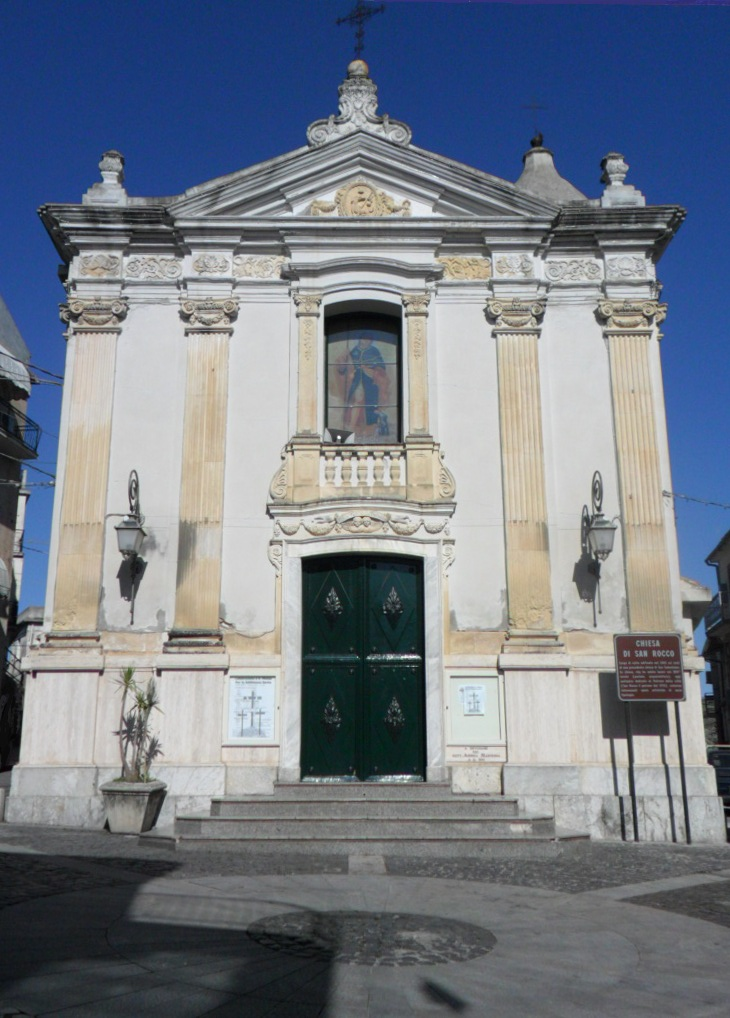
Chiesa di San Rocco

È dedicato e intitolato a San Rocco, eletto patrono del comune, con breve pontificio del 28 marzo 1775, in sostituzione dell'antica protettrice Santa Caterina d'Alessandria. La fondazione dell'edificio, di proporzioni modeste nella sua versione originaria, risale agli inizi del XVII secolo. Successivamente, nella seconda metà del secolo, la chiesa venne ampliata, a cura di Salvatore Furfaro e riaperta al culto il 13 febbraio 1672. Lasciata per lungo tempo in abbandono, nel 1745 venne restaurata, a cura dell'arc. Vincenzo Misuraca; il 24 dicembre 1829, con bolla del vescovo Giuseppe Maria Pellicano venne elevata a parrocchia; il 24 maggio 1840 venne consacrata dal vescovo Luigi Maria Perrone; nel 1857 venne rimaneggiata in stile neoclassico. Anche negli ultimi due secoli, la chiesa ha subito dei restauri. Possiede inoltre le statue di Sant'Anna (opera di Rocco Bruno Murizzi), Santa Barbara, Maria Ausiliatrice, Santa Teresa di Lisieux e Santa Margherita Maria Alacoque con il Cuore di Gesù e i quadri di Maria Assunta al cielo fra San Rocco e San Sebastiano (posto sull'altare maggiore) e la Madonna del Buon Consiglio fra Santa Teresa d'Avila e Santa Rosa da Lima.
Durante la processione di San Rocco, in particolare quella dell'ultima domenica di agosto che raccoglie migliaia di fedeli, è caratteristico e spettacolare il ballo di San Rocco; una danza collettiva condotta al ritmo dei tamburi, carcasse, tamburelli e organetti che riesce a coinvolgere e trascinare ogni partecipante per le strade della cittadina fino alla fine della interminabile processione.

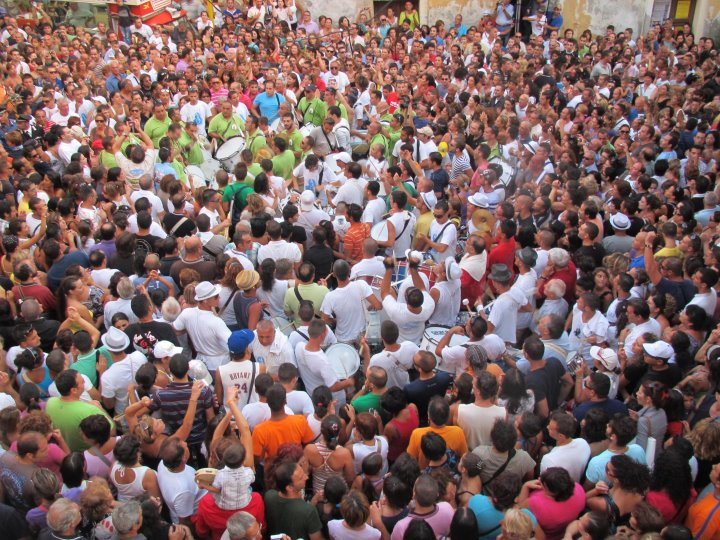
Festa San Rocco Suono di tamburi e ballo votivo

La festa di San Rocco viene celebrata tre volte all'anno: il 27 gennaio, in forma modesta ed in ricorrenza del miracolo della sudorazione della statua del patrono; il 16 agosto, senza processione; l'ultima domenica di agosto con grande flusso turistico di ogni provenienza; quest'ultima è nota per il ritmo incessante dei tamburi, carcasse e piatti, pifferi, organetti e tamburelli. I suoni nei giorni precedenti annunciano la domenica, la sera e notte di sabato "la veglia" o "nottata" con forte partecipazione al santuario con canti e preghiere e la messa liturgica, i diversi gruppi di suonatori di tamburi e altri strumenti, iniziano dal Santuario e nei momenti di preghiera, si disperdono per le vie del paese per poi ritornare dopo mezzanotte e a notte fonda davanti al piazzale del Santuario con a seguito i tanti devoti a ballare, è già domenica prima dell'alba, prima della processione.
La domenica mattina si radunano i pellegrini davanti al Santuario per l'inizio della processione. La processione dura diverse ore e termina poco prima del tramonto. Per tutta la durata della processione, il Santo viene seguito per le strade del paese dai fedeli al ritmo di tamburi.
La chiesa di San Rocco è situata nel largo dei V Martiri dove sorge anche il Palazzo Amaduri ed è dedicata, per l'appunto, a San Rocco, patrono di Gioiosa Ionica. All'interno della chiesa vi sono la statua di Sant'Anna, scolpita da Rocco Murizzi e la statua in cartapesta di Maria SS. Ausiliatrice, di Donna Gemma Incorpora.
Chiesa di Santa Caterina d'Alessandria
Edificio eretto nel Cinquecento con titolarità della patrona della città, e a parrocchia nel 1613, nel 1783 crollato con il terremoto, riedificato nel 1799 (a cura del parroco d. Giuseppe Pellicano), danneggiato dal cataclisma sismico del 1908 e restaurato in belle forme nel 1930 (anno in cui venne riaperto al culto). Nuovamente danneggiato dai nubifragi nel 1951, venne riparato nel 1955. La Chiesa custodisce le statue di Santa Caterina d'Alessandria (statua lignea scolpita a tutto tondo e a completa figura, opera dello scultore Giovanni Bonavita attivo tra il 1723 e il 1742)., Santa Rita e la Madonna di Lourdes e il quadro della Madonna del Carmine tra le anime Purganti (copia dell'originale che si trova a Palazzo Amaduri).

#### Chiese scomparse
Chiesa del Nome di Gesù

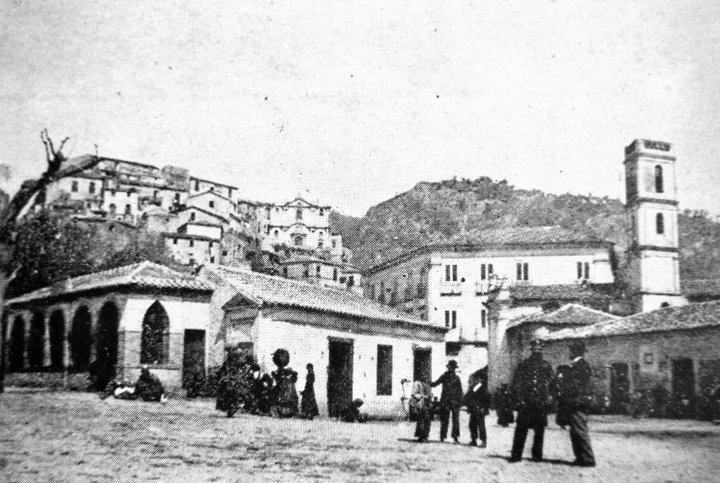
Chiesa del Rosario sino al 1928

Oratorio fondato nel XVII secolo. Crollò per vetustà al principio del secolo scorso. Nel 1824, il locale su cui sorgeva venne ceduto al comune.
Chiesa del Rosario
Sorgeva accanto al convento dei frati minori osservanti (oggi palazzo municipale), tra l'attuale piazza Sen. Rocco Agostino e Via Garibaldi, a causa del terremoto del 7 marzo 1928, l'edificio venne poi dichiarato pericolante e successivamente demolito.
Chiesa dell'Immacolata
Oratorio probabilmente seicentesco, di giuspatronato della nobile famiglia Paganica. Era dotato di un suo Beneficio che, dopo la scomparsa della chiesa, venne trasferito nella chiesa di San Rocco.
Chiesa della Santissima Concezione e di Sant'Ilario
Fondata nel 1694.
Chiesa delle Anime del Purgatorio e di San Raffaele Arcangelo
Era sita su una sponda del Gallizzi, nel 1795 a causa dell'alluvione venne distrutta dalla piena del fiume e fu subito dopo ricostruita.
Chiesa di Santa Maria del Soccorso
Situata in località Rubina (o collinetta del Pini) di fondazione cinquecentesca dei padri agostiniani, con vicino convento omonimo e annesso romitorio.
Nel 1832 sia l'edificio chiesastico, sia quello conventuale, vennero adibiti ad uso cimitero comunale (chiamato cimitero vecchio).
Chiesa di Maria Santissima del Carmine
Antico oratorio.
Chiesa di Santa Maria della Sanità
Fondato e dotato nel 1585, è un oratorio tardo-rinascimentale.
Chiesa di Santa Maria della Pietà
Eretta nel XVI secolo, nel sito della fontana monumentale di piazza del Plebiscito.
Nel 1822 per disposizione del vescovo mons. Giuseppe Maria Pellicano l'edificio venne demolito, per far posto alla indicata fontana.
Chiesa di San Basilio
Oratorio rurale, di fondazione basiliana, sito nella contrada omonima. Crollò a causa del terremoto del 1783.
Chiesa di Sna Giovanni Decollato
Nel luglio del 1683, la cappella di San Giovanni Battista Decollato nella chiesa omonima, in Gioiosa, è di giuspatronato della nobile famiglia De Ripulo.
Chiesa di Santa Elisabetta
Oratorio di antica fondazione, sorto in contrada omonima, sulla sponda sinistra del Torbido
Chiesa di Santa Maria di Gesù
Antico oratorio.
Chiesa di San Nicola da Tolentino
Antica fondazione, non si hanno notizie sulla sua ubicazione.
Chiesa di Santa Venera e Santa Domenica
Oratorio rurale di antichissima fondazione, sorto in contrada omonima.
Chiesa di Santa Maria delle Grazie
Edificio di fondazione secentesca e crollato con il cataclisma sismico del 1783. Sulle sue rovine, venne costruita la chiesa di San Nicola di Bari (attualmente sconsacrata), elevata a parrocchia dal vescovo mons. Pellicano con bolla del 24 dicembre 1829.

### Architetture civili
Palazzo Ajossa

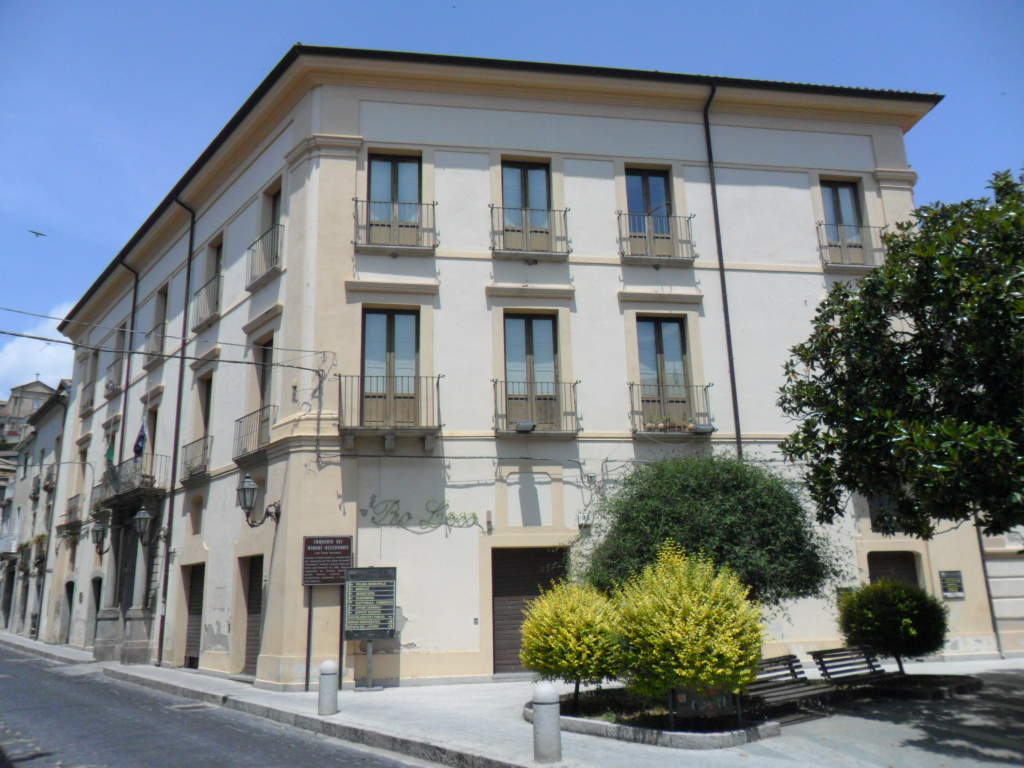
Palazzo Municipale ex Convento dei Frati Minori Osservanti

Palazzo nobiliare edificato nel XVIII secolo dalla famiglia omonima. La sua progettazione è, comunemente attribuita al Vanvitelli; il palazzo presenta una parte aggiunta nel XVIII secolo che ha caratteristiche proprie dell'architettura vanvitelliana, o comunque, delle dimore barocche. Oltre alla facciata con il portale, le decorazioni e i particolari settecenteschi, conserva, all'interno, la divisione degli ambienti originari e ampie tracce dei dipinti e della pavimentazione con maioliche napoletane del XVIII secolo.

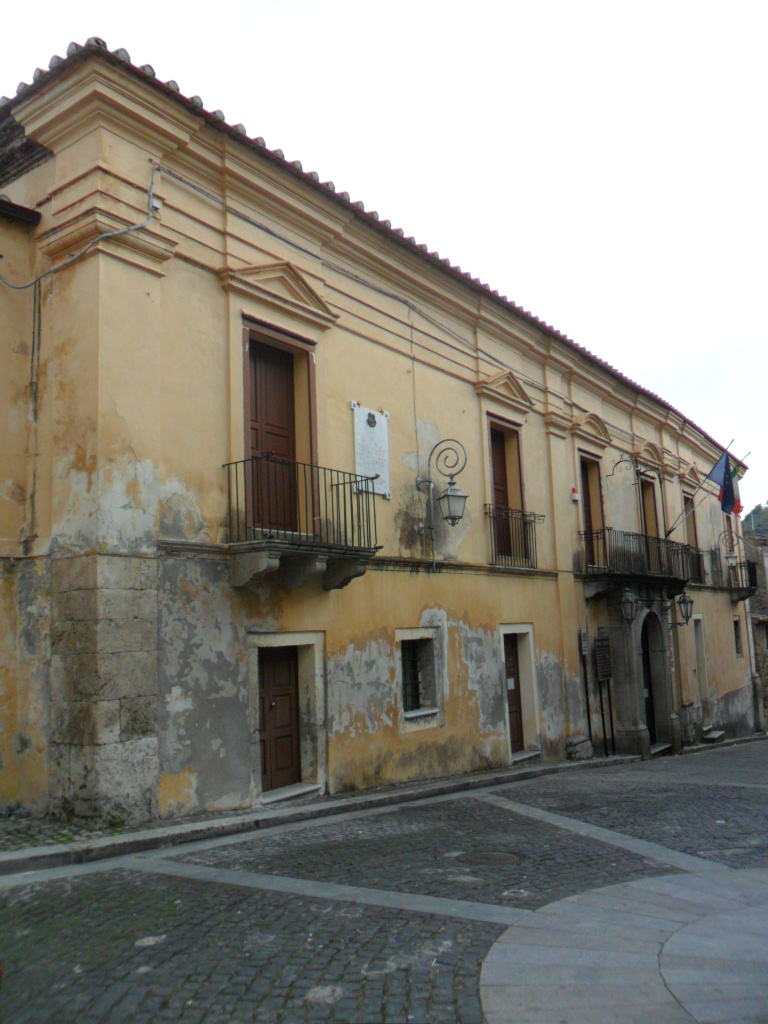
Palazzo Amaduri
Palazzo Amaduri fu costruito nel XV secolo come residenza della famiglia nobile dei Condercuri. Estintasi la casata nel 1694, il palazzo fu ereditato dalla famiglia Amaduri, la quale, con lavori che si protrassero fin oltre la seconda metà del XVIII secolo (secondo la datazione sul portale), lo fece ampliare. Attualmente è di proprietà del comune.

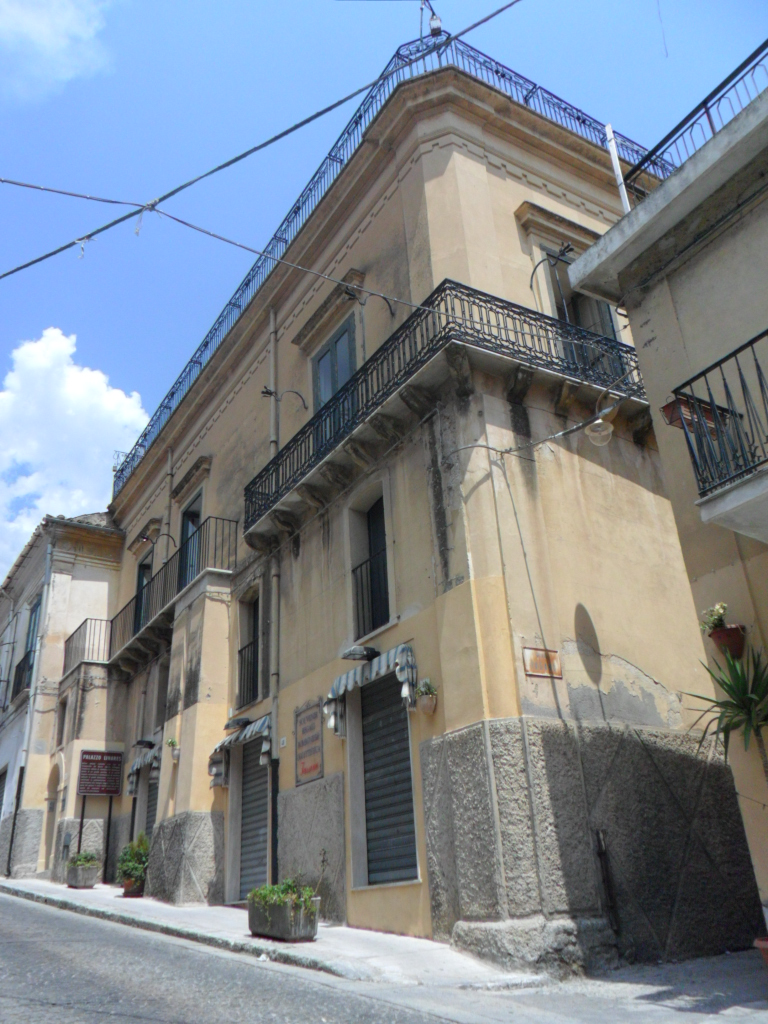
Palazzo Linares

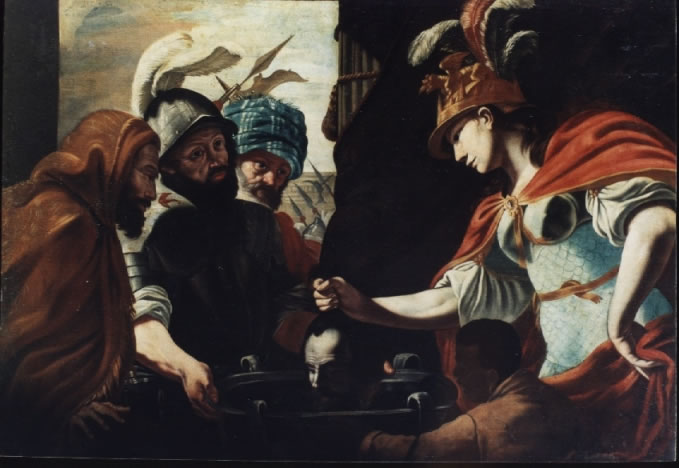
Palazzo Amaduri Pinacoteca “La Regina Tomiri e la testa di Ciro il Grande” attribuito a Mattia Preti.

Antico Palazzo costruito alla fine del Cinquecento dai Baroni Linares D'Aragona. Complesso edilizio di notevoli dimensioni, dotato di un grande giardino, di un portale bugnato seicentesco e caratterizzato da numerosi ambienti di grandi dimensioni, alcuni dei quali conservano la pavimentazione originale. L'edificio si eleva su tre livelli: scandita da lesene è la facciata principale e corredata di balconcini con ringhiera decorata da colonnine in muratura. Un'ampia loggia e piccole lunette decorative sovrastanti si presenta il terzo piano e il piano terra ampio per esercizio commerciale.
Il palazzo è notevole sulla via Cavour con un portone, parte dell'edificio e il portone principale ad arco è sul vico Pagano dove si trova anche il giardino. All'edificio, che conserva parte degli arredi originari, si accede per mezzo di un sobrio portale ad arco nel centro storico di Gioiosa.

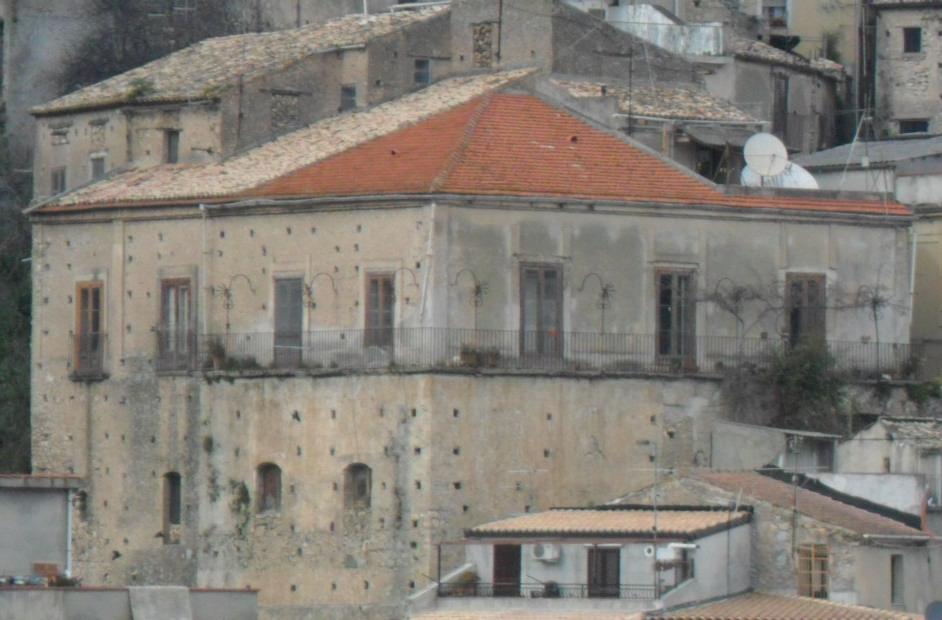
Palazzo Naymo Pellicano Spina
Fondato dalla famiglia Deodino a cavallo fra Quattrocento e Cinquecento è poi stato ereditato in linea diretta per successione femminile dalle famiglie Barletta, Pellicano Spina e Naymo. È il più grande edificio privato situato nel borgo medievale gioiosano, all'interno delle mura di cinta. Il palazzo sorge in particolare su un ampio tratto della muraglia di Gioiosa Ionica. Nel livello inferiore del palazzo sono ancora visibili i muri perimetrali della fortificazione ed il camminamento di ronda. Vi si accede da un portale granitico realizzato nella seconda metà del XVIII secolo, quando furono effettuati i lavori di ristrutturazione che hanno conferito al palazzo l'aspetto odierno, trasformando gli originari due corpi di fabbrica di età basso-medievale (XV secolo). Su di un bastione, ancora esistente, poggiava un lato della porta Barletta. Il palazzo è caratterizzato da oltre quaranta ambienti, una biblioteca storica ed un archivio privato storico riconosciuto di interesse nazionale della Sovrintendenza ai Beni Archivistici.
Palazzo Ripolo-Girardis
Palazzo Ripolo-Girardis è un antichissimo edificio d'origine medievale, costruito ed integrato nella cinta muraria, di proprietà delle famiglie Ripolo e Girardis, nobili famiglie Gioiosane.
Palazzo Teotino o Totino
Situato in via Cairoli n. 41, percorso che porta al Castello Aragonese da Piazza Plebiscito, artistico e magnifico è il portale lapideo barocco seicentesco. Ai lati dei piedritti del bugnato, figure di due Sirene.
L'edificio nel corso degli anni ebbe diverse modifiche.
Il casato dei Deodino-Teotino ha, in Gioiosa, elementi superstiti nella famiglia Totino.
Palazzo Zarzaca
Palazzo Zarzaca è un monumentale edificio che sorge al largo della chiesa Matrice, caratterizzato dalla presenza di due caratteristiche logge barocche complete di originaria inferriata. Fu costruito dalla famiglia Zarzaca; passò successivamente ai Pellicano Spina, i quali lo ristrutturarono nel 1795, come riporta la data scolpita sul portale.
Antica e nobile famiglia, che godette nobiltà ed ebbe il suo seggio in Castelvetere.
Il casato ebbe radici anche in Gioiosa, pertanto può considerarsi anche gioiosana.

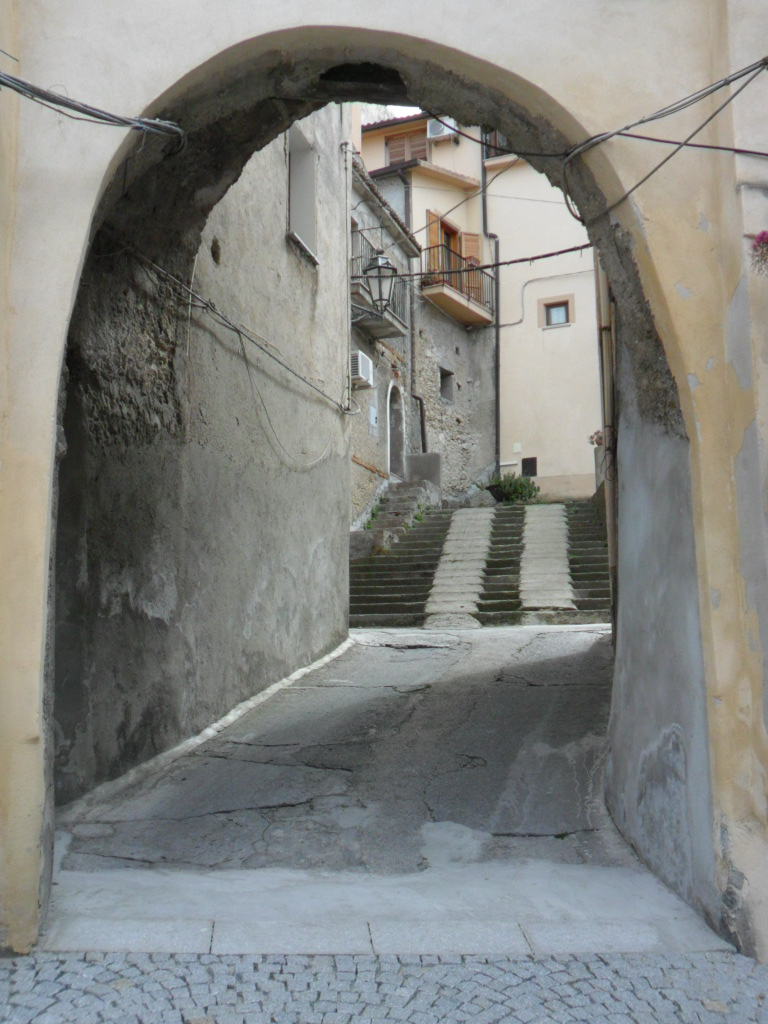
Porta Falsa uno dei due ingressi della cinta muraria

### Architetture militari
Cinta muraria
La cinta muraria racchiude tutto l'antico abitato sin dal XV secolo. Essa è stata costruita fra il 1437 ed il 1455. È molto suggestiva e presenta, lungo il suo corso, archi, camminamenti di ronda, ecc. Successivamente molti palazzi hanno utilizzato la muraglia come base d'appoggio per le proprie fondamenta.
Castello Pellicano

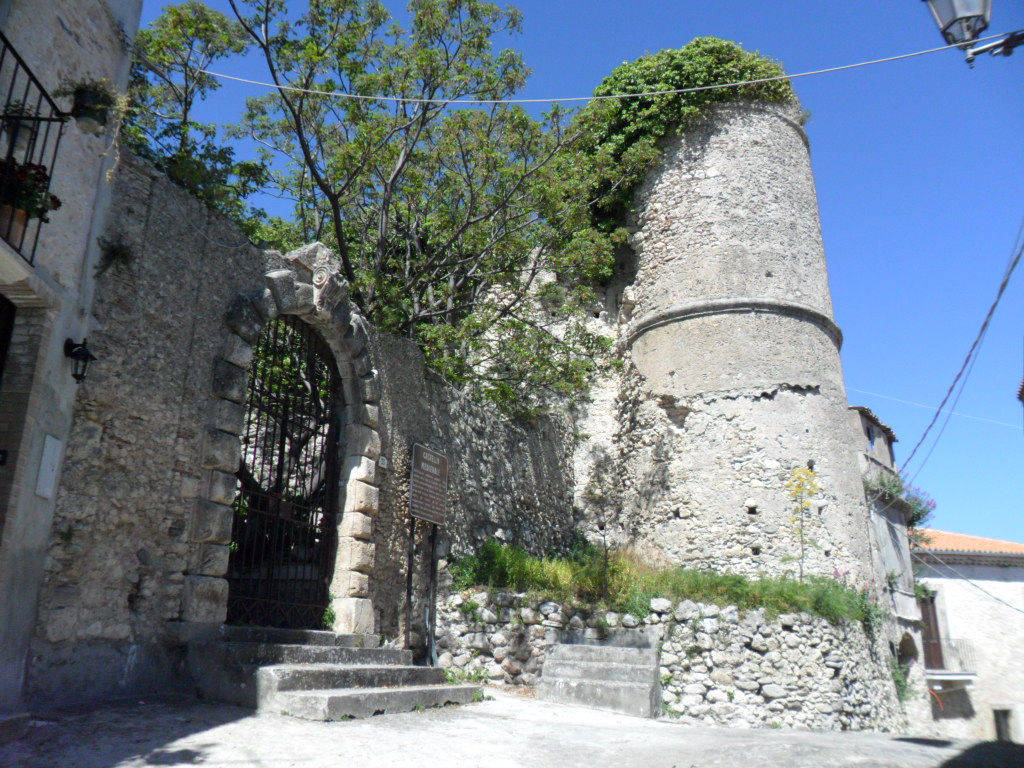
Castello,Portale e Torre

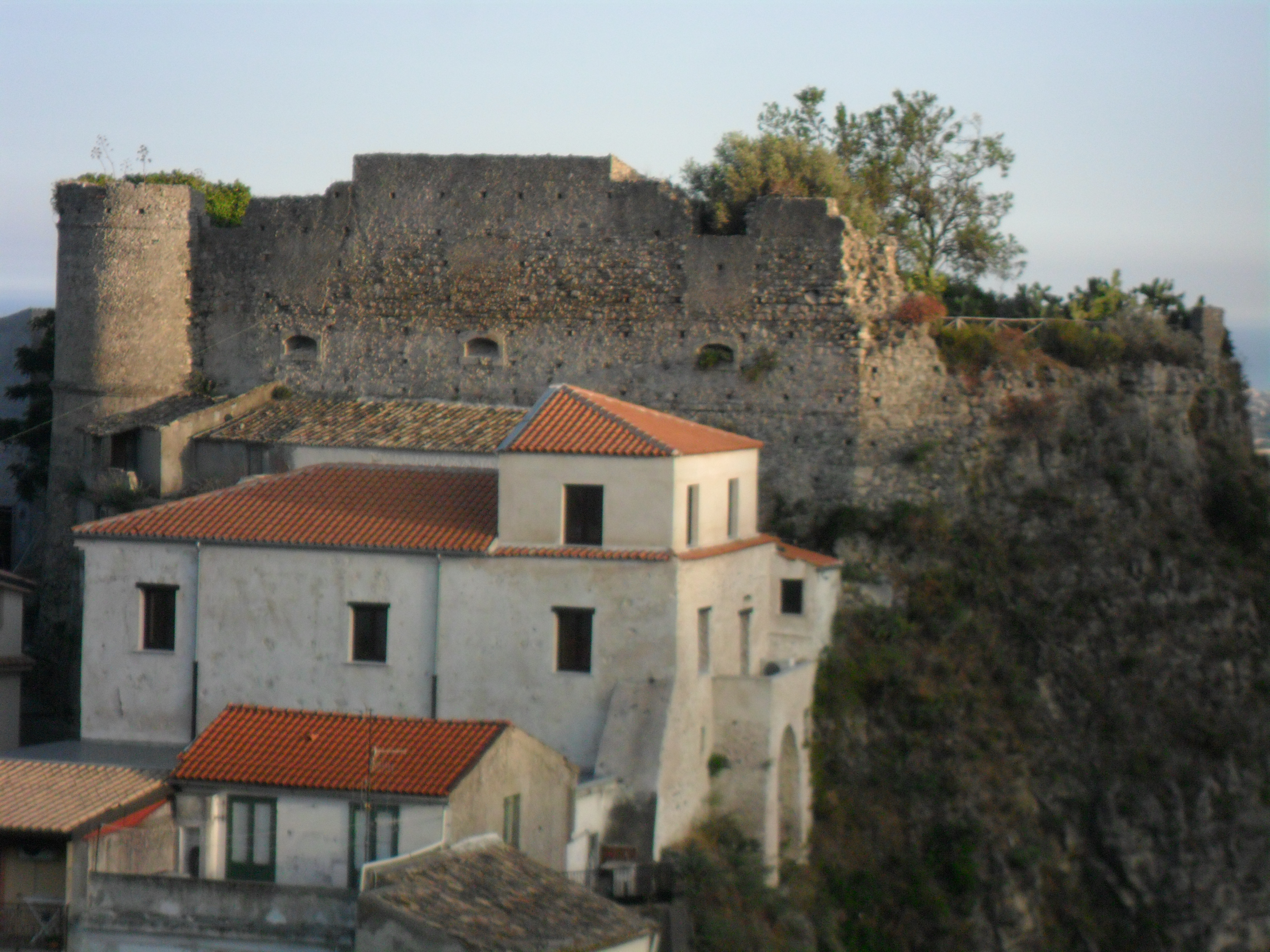
Castello e Teatro

Il castello normanno, altresì chiamato Castello Bizantino e Castello dei Carafa, si erge sul punto più alto della rocca che sovrasta il paese. La costruzione dovrebbe risalire al [XIII secolo]; nel 1559 divenne proprietà dei marchesi Caracciolo, che ne furono proprietari fino al XIX secolo, quando passò ai marchesi Pellicano-Barletta, attuali proprietari. Possiede due torri, un cortile, un fossato ed un palazzo cinquecentesco annesso, già dimora dei feudatari. Tale edificio ha costituito il primo nucleo abitato della comunità gioiosana.
Pellicano: Antico, nobile e dovizioso casato gioiosano investito dal blasone di Marchese. In tempi recenti, il casato è stato anche insignito del Sovrano Ordine di Malta, un titolo che, per il suo prestigioso merito, è stato sempre molto ambito dalla nobiltà.
Fontana Ferdinandea
La fontana Ferdinandea fu fatta costruire dal re Ferdinando I ed è datata 1822.

### Siti archeologici

#### Naniglio

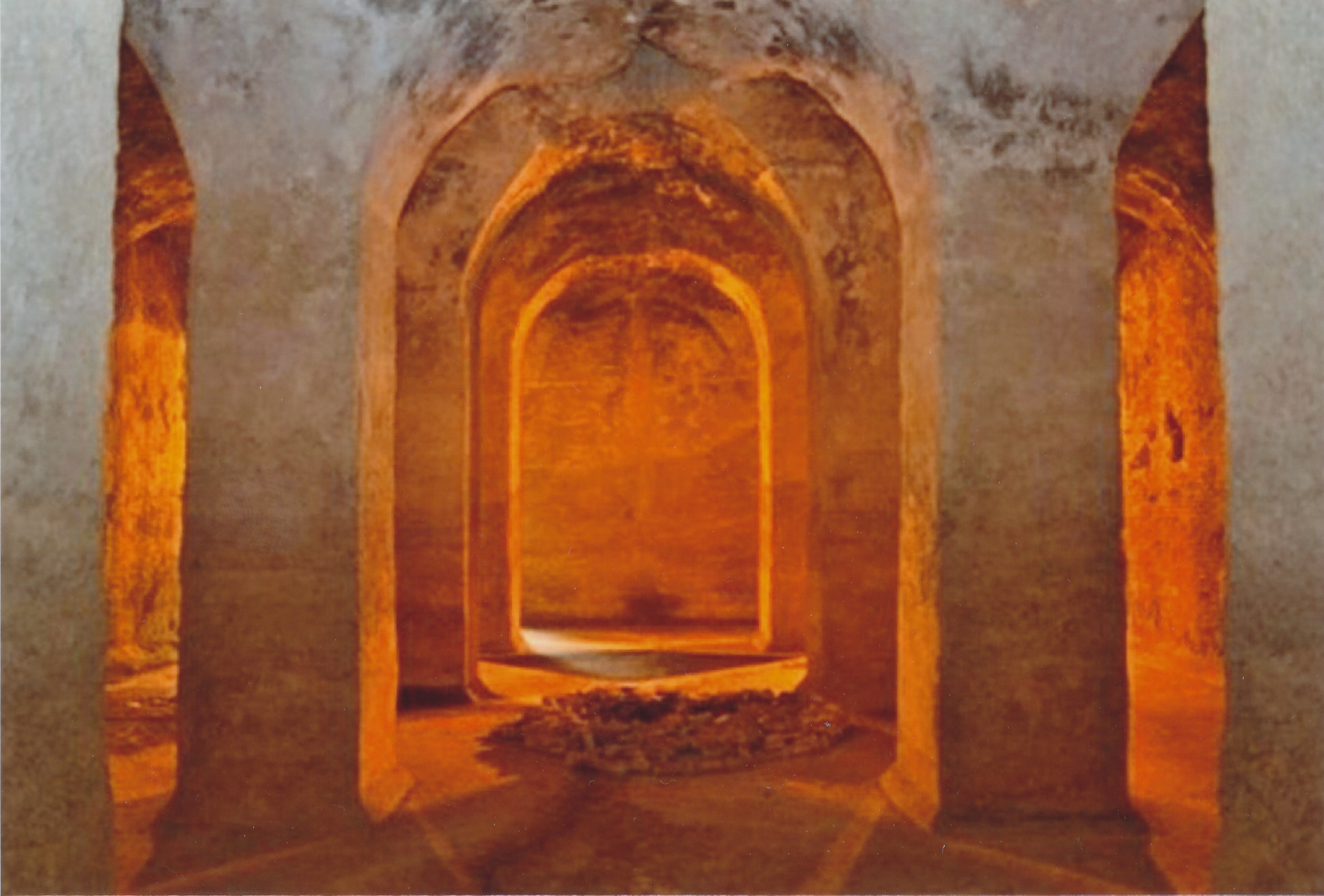
Naniglio

Il Naniglio è un complesso di ruderi di una villa di epoca greco-romana (II secolo - III secolo d.C.).
Fuori dal centro storico della cittadina si trova la Villa romana del Naniglio, edificata verso la fine del I sec. a.C. e che raggiunse il massimo splendore intorno al III sec. d.C., per poi subire un lento e progressivo abbandono nei secoli successivi. La pianta è organizzata secondo un corpo principale di forma allungata, con annessi alle estremità due corpi più piccoli. Gli scavi archeologici, condotti tra il 1981 e il 1986 da Alfonso de Franciscis, hanno messo in luce il settore inferiore del complesso. L’elemento di grande interesse, per l’eccezionale stato di conservazione, è la grande cisterna ipogea a tre navate, alla quale si accedeva in antico dal livello superiore per mezzo di una scala a chiocciola. La copertura della cisterna è costituita da un insieme di volte a crociera, sorrette da otto pilastri quadrati disposti in due file. Alle due estremità di questo settore residenziale si trovano alcuni ambienti, con pavimenti a mosaico policromo a motivi geometrici e intonaco dipinto sulle pareti. Scavi condotti di recente (2010), ma ancora inediti, hanno messo in luce un’ampia sala ottagona e diverse canalizzazioni, una delle quali si collegava probabilmente alla cisterna. Nella zona a Sud di quest’ultima si trova inoltre un complesso di ruderi non ancora scavato, che corrisponde al quartiere termale.
Nel marzo 2012, per le giornate del FAI il luogo archeologico è stato il secondo in Italia per numero di visitatori 

## Società

### Evoluzione demografica
Abitanti censiti

Il paese ha sempre manifestato un numero di abitanti che va da 6500 a 8000

## Cultura

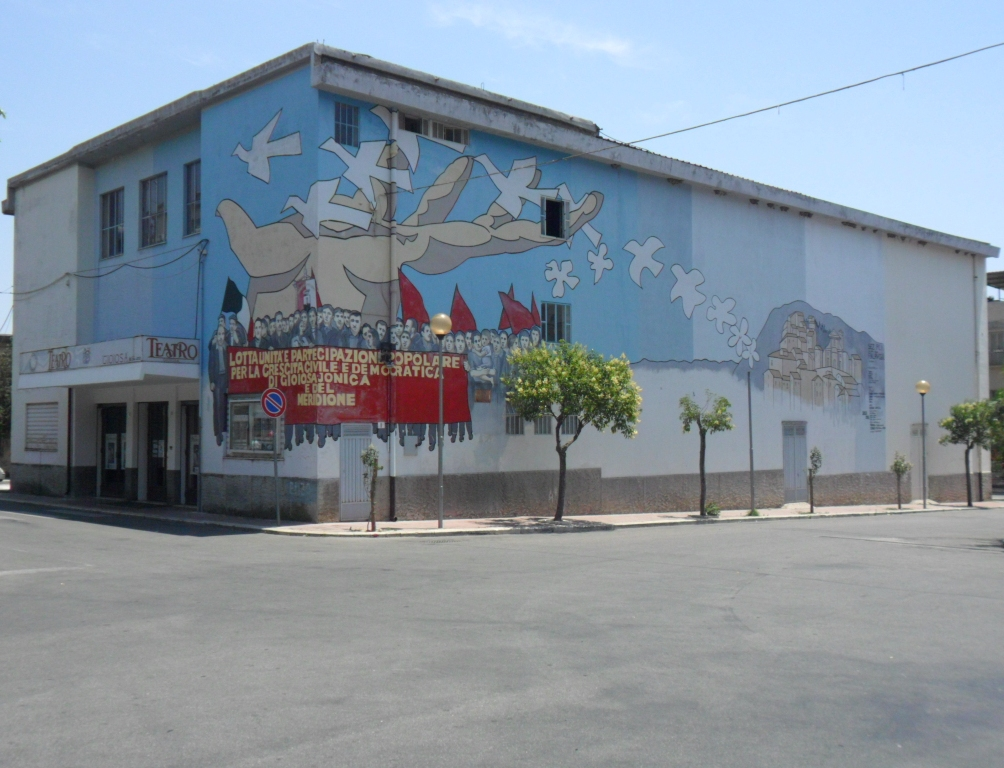
Teatro Gioiosa

### Teatri
- Teatro Gioiosa in piazza Vittorio Veneto, 12
- Teatro al Castello

### Eventi
Festa di San Rocco
Festa e processione del protettore della città, che viene commemorato tre volte all'anno, il 27 gennaio, 16 agosto (senza processione) ed ultima domenica di agosto, come riportato nella voce Chiesa di San Rocco.
Gustando Il Borgo "Festival Internazionale di Artisti di Strada"
Festival Internazionale di Artisti di Strada, esposizione di prodotti artigianali e degustazione di prodotti tipici. La manifestazione si svolge lunedì e martedì antecedente l'ultima domenica di agosto.
Settimana Santa
La Settimana Santa nella città d'arte reggina, dalla Domenica delle Palme alla domenica di Pasqua.
Domenica delle Palme
Nelle chiese della Matrice (o San Giovanni Battista), Santa Caterina d'Alessandria, del Rosario e San Rocco viene celebrata la Santa Messa.
Giovedì santo
Nelle chiese della Matrice (o San Giovanni Battista), Santa Caterina d'Alessandria, del Rosario e San Rocco viene celebrata la Santa Messa, subito dopo le Visite ai tipici "Sepolcri" allestiti in tutte le Chiese di Gioiosa con l'adorazione Eucaristica.
Venerdì Santo
Dalla Chiesa Matrice l'inizio della processione con il Cristo Morto(che viene portato dalle donne) e la Madonna Addolorata, per le varie vie della città. Durante tutto il percorso della processione vengono commemorate le 14 stazioni della Via Crucis. La processione arrivata al Calvario percorre le altre vie del paese facendo ritorno alla Chiesa Matrice.
Domenica di Pasqua
Alle 11.00 in Largo Palestro la "Cunfruntata", l'incontro delle statue di Cristo Risorto con la Madonna, che si sveste dal lutto. Il Cristo Risorto esce dalla Chiesa Matrice (o San Giovanni Battista), la Madonna dalla Chiesa del Rosario, ricoperta da un manto nero. Il festoso incontro avviene di corsa tra Cristo Risorto e la Madonna abbandonando il manto nero e sfoggiando un abito bianco a festa tra gli applausi dei fedeli. Le due statue percorrono le vie principali della cittadina per essere portate alla Chiesa Matrice. Di sera la Madonna ripercorrendo in senso opposto il tragitto fatto con Cristo Risorto, da sola ritorna nella sua Chiesa del Rosario.
Maria SS. dell'Annunziata
Prima domenica dopo Pasqua.
San Giovanni Battista
24 giugno con funzioni religiose e civili in Chiesa Matrice e davanti al Sagrato.
Sagra del 'Pezzo duro' (tipico gelato gioiosano)
In agosto la sagra attira i golosi del gelato gioiosano detto 'Pezzo duro', ma anche 'mattonella' o 'tavoletta' in riferimento alla porzione; l'altra forma del 'Pezzo duro' è il semifreddo, che ha l'aggiunta del pan di spagna. Il 'Pezzo duro' è sia la porzione che intero, quest'ultimo si può definire 'lingotto di pezzo duro' per la sua forma, tagliandolo si hanno le porzioni e viene acquistato per una conservazione e consumo in casa.
Santi Cosma e Damiano
26 settembre, festività in onore dei Santi venerati nella Chiesa di Maria SS. Addolorata.
Madonna del Rosario
Seconda domenica di ottobre, processione.(Chiesa del Rosario)
Festa delle Castagne e del Vino
In novembre, degustazione di castagne e vino.
Il Villaggio di Natale
In dicembre, è il mercatino di Natale.
Città Mercato
In dicembre, promuove i prodotti e aziende calabresi, vengono allestiti dei stand per le aziende ad esporre i propri prodotti.
Madonna del Monte Carmelo
La terza domenica di luglio

## Geografia antropica

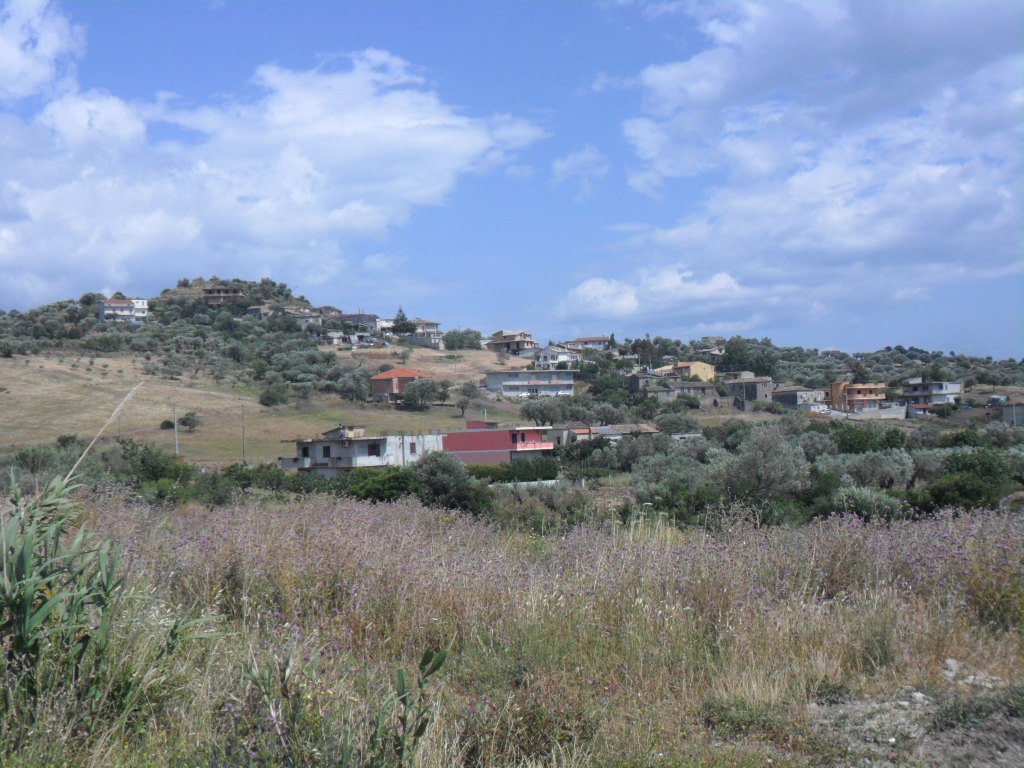
Frazione Bernagallo

### Frazioni
Agliocane, Armo, Bernagallo, Buyzzi, Cafoli Superiore, Cafoli Inferiore, Castellano, Ceravolo, Ceravolo I, Ceravolo II, Ceravolo III, Cessarè, Colacà, Crocicella, Elisabetta, Feudo, Furro Superiore, Giardini, Ligonia Carella, Merulli, Misogano, Palma Inferiore, Petrara, Portagliara, Prato Superiore, Prisdarello, Rubina, Santa Maria, Sant'Antonio, Sciondolarica, Tarvò, Varredi.

## Economia

### Artigianato
Tra le attività più tradizionali e rinomate vi sono quelle artigianali, che si distinguono per la lavorazione delle terrecotte, caratterizzate da elementi popolari.

## Infrastrutture e trasporti
La viabilità ha dato un impulso di notevole importanza con la Strada statale 682 Jonio-Tirreno; il tratto stradale in parte è sul territorio che fiancheggia l'abitato sud/ovest della cittadina. La parte bassa della cittadina è attraversata dalla SP 5 ex SS 281 Rosarno-Marina di Gioiosa Jonica (Marina Gioiosa Ionica-Passo della Limina-Rosarno).

## Amministrazione
| Periodo           | Periodo          | Primo cittadino          | Partito                            | Carica                    | Note          |
| ----------------- | ---------------- | ------------------------ | ---------------------------------- | ------------------------- | ------------- |
| 1946              | 1946             | G. Battista Malgeri      |                                    | Sindaco                   |               |
| 1946              | 1947             | Agostino Satriano        |                                    | Sindaco                   |               |
| 1947              | 1952             | Nicola Sabatino          |                                    | Sindaco                   |               |
| 1952              | 1956             | Edoardo Rodinò           |                                    | Sindaco                   |               |
| 1956              | 1960             | Nicola Ieraci Bio        |                                    | Sindaco                   |               |
| 1960              | 1964             | Francesco Logozzo        |                                    | Sindaco                   |               |
| 1964              | 1967             | Francesco Logozzo        |                                    | Sindaco                   |               |
| 1967              | 1970             | Francesco Logozzo        |                                    | Sindaco                   |               |
| 1970              | 1971             | Francesco Logozzo        |                                    | Sindaco                   |               |
| 1971              | 1975             | Domenico Sergi           |                                    | Sindaco                   |               |
| 1975              | 1979             | Francesco Modafferi      |                                    | Sindaco                   |               |
| 1979              | 1980             | Francesco Logozzo        |                                    | Sindaco                   |               |
| 1980              | 1981             | Francesco Logozzo        |                                    | Sindaco                   |               |
| 1981              | 1984             | Giuseppe Tarzia          |                                    | Sindaco                   |               |
| 1984              | 1985             | Salvatore Ferro          |                                    | Commissario straordinario |               |
| 1985              | 1986             | Girolamo Greco           |                                    | Sindaco                   |               |
| 1986              | 1988             | Girolamo Greco           |                                    | Sindaco                   |               |
| 11 ottobre 1988   | 15 luglio 1989   | Mario Coluccio           | Democrazia Cristiana               | Sindaco                   | [ 23 ]        |
| 20 settembre 1989 | 31 luglio 1990   | Mario Mazza              | Partito Socialista Italiano        | Sindaco                   | [ 24 ]        |
| 31 luglio 1990    | 18 dicembre 1991 | Domenico Alì             | Partito Socialista Italiano        | Sindaco                   | [ 25 ]        |
| 24 gennaio 1992   | 26 aprile 1994   | Antonio Scali            | Democrazia Cristiana               | Sindaco                   | [ 26 ]        |
| 25 giugno 1994    | 24 aprile 1995   | Luigi Lucà               | Partito Democratico della Sinistra | Sindaco                   | [ 27 ]        |
| 24 aprile 1995    | 14 giugno 1999   | Bruno Antonio Dattilo    | Lista civica di centro-sinistra    | Sindaco                   | [ 28 ]        |
| 14 giugno 1999    | 14 giugno 2004   | Domenico Loccisano       | Lista civica di centro             | Sindaco                   | [ 29 ]        |
| 14 giugno 2004    | 1 luglio 2007    | Giuseppe Tarzia          | Lista civica                       | Sindaco                   | [ 30 ] [ 31 ] |
| 15 aprile 2008    | 27 novembre 2012 | Mario Mazza              | Lista civica di centro             | Sindaco                   | [ 32 ] [ 24 ] |
| 27 novembre 2012  | 17 dicembre 2012 | Giuseppina Di Dio Datola |                                    | Commissario prefettizio   | [ 33 ]        |
| 17 dicembre 2012  | 28 maggio 2013   | Giuseppina Di Dio Datola |                                    | Commissario straordinario | [ 34 ]        |
| 28 maggio 2013    | 11 giugno 2018   | Salvatore Fuda           | Lista civica                       | Sindaco                   | [ 36 ]        |
| 11 giugno 2018    | 16 maggio 2023   | Salvatore Fuda           | Lista civica                       | Sindaco                   | [ 37 ]        |
| 16 maggio 2023    | in carica        | Luca Ritorto             | Lista civica                       | Sindaco                   | [ 38 ] [ 39 ] |

## Sport

### Calcio
- U.S. Gioiosa Ionica Eccellenza
- Audax Gioiosa Ionica (Settore Giovanile)
- Seles Gioiosa (Settore Giovanile)

### Calcio a 5
- Gioiosa Ionica maschile
- Gioiosa Ionica femminile

### Volley
- Polisportiva Gioiosa Ionica femminile

### Basket
- Gioiosa Ionica

### Impianti sportivi
- Stadio comunale, situato in viale Delle Rimembranze, è di proprietà del comune
- Palestra comunale, si disputano le gare ufficiali di Volley e Basket
- Centro polifunzionale "Ai Campetti", si disputano le gare ufficiali di Calcio a 5 e di tennis